# Диана (бронепалубный крейсер)
«Диана» — бронепалубный крейсер (крейсер 1-го ранга) Российского императорского флота. Зачислен в списки судов Балтийского флота 9 мая 1896 года. Заложен 4 июня 1897 года в эллинге Галерного острова в Санкт-Петербурге. Спущен на воду 12 октября 1899 года. Вступил в строй 23 декабря 1901 года. Исключён из списков флота 21 ноября 1925 года.

## Строительство
В марте 1895 года в рамках кораблестроительной программы 1895 года началась работа над проектом бронепалубного крейсера для Тихого океана, пригодного для выполнения функций разведчика и борьбы с торговым судоходством противника на сравнительно небольшом удалении от баз. Проект был завершён к лету 1896 года, после чего на стапелях Галерного острова были заложены однотипные «Паллада» и «Диана», а немного позже на верфи Нового Адмиралтейства — третий крейсер серии, «Аврора». Строителем «Дианы» был назначен младший судостроитель А. И. Мустафин.
Из-за опасения перегрузить корабли, на всех крейсерах уменьшили число и калибр орудий.
Во время испытаний в 1901—1902 году выяснилось, что оба первых крейсера не могут достичь проектной скорости, несмотря на превышение индикаторной мощности машин над проектной.

## Конструкция

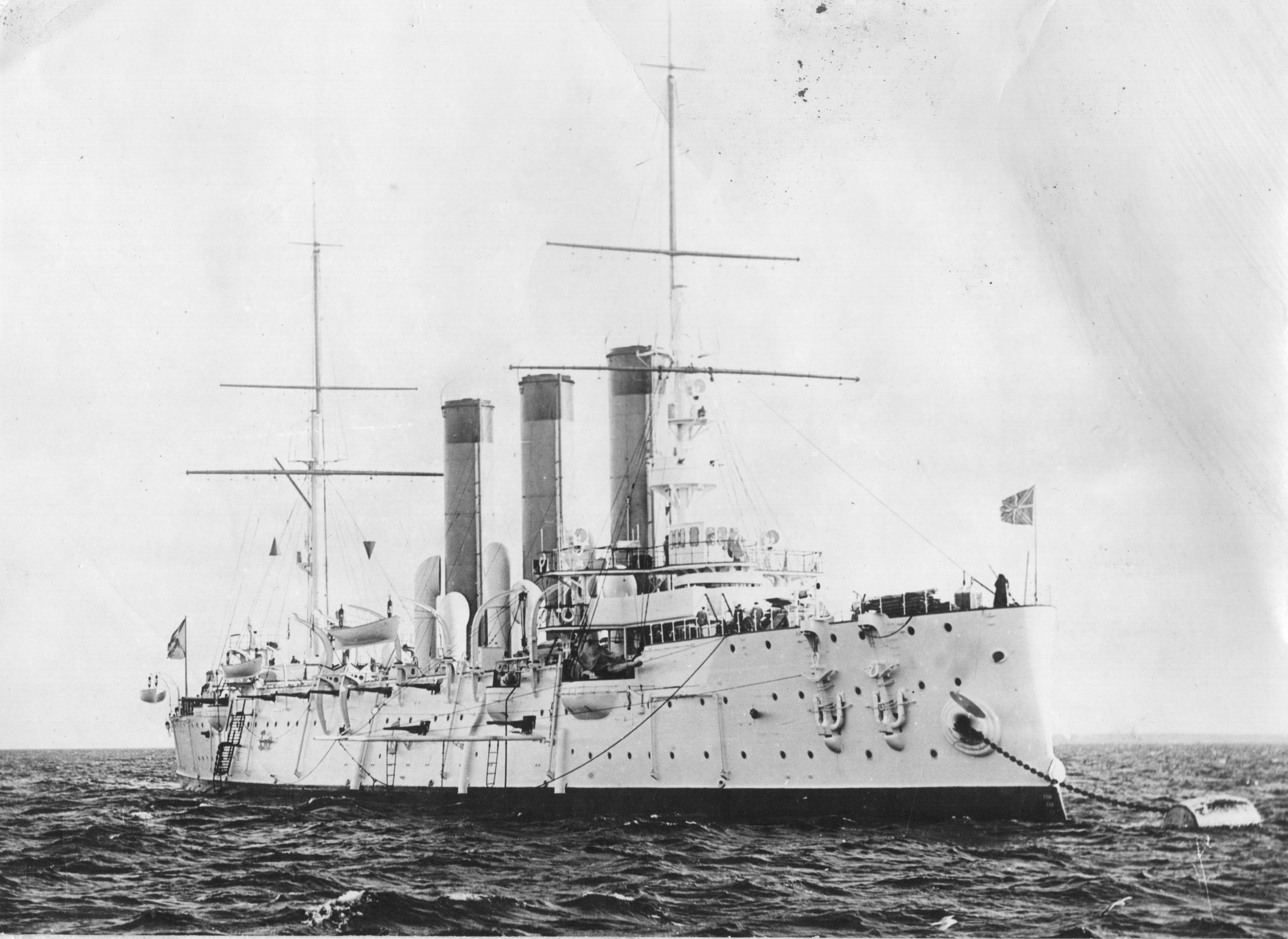
Бронепалубный крейсер «Диана» на Малом Кронштадтском рейде

Крейсер «Диана» (а также однотипные «Паллада» и «Аврора») имел баковую надстройку и три палубы: верхнюю, батарейную и броневую карапасную. Внутреннее пространство трюма под бронепалубой делилось поперечными переборками на 13 отделений. Под батарейной палубой пространство разделено на четыре отсека: носовой (0-35 шп.), отсек котельных отделений (35-75 шп.), отсек машинных отделений (75-98 шп.) и кормовой.
Обшивка надводной части корпуса состояла из стальных листов толщиной от 10 до 13 мм. Подводная часть корпуса обшита 1-мм медными листами на 102-мм подложке из тика. Штевни из бронзы. Длина внешних килей 39,2 м.
Стальной настил палуб толщиной от 5 до 19 мм, во внутренних помещениях покрыт линолеумом. Верхняя и баковая палубы покрыты тиковыми досками. Вокруг орудий верхней палубы, кнехтов и битенгов настелены дубовые доски.
Броневые плиты броневой палубы толщиной 38 мм в горизонтальной части и 50,8-63,5 мм на скосах, гласисы машинных люков — 25,4 мм. Кожухи дымовых труб, шахты элеваторов, приводы систем управления над броневой палубой защищены 38-мм броневыми листами. Труба из боевой рубки в центральный пост — 89-мм листами. Барбет боевой рубки и лист, прикрывавший вход в рубку, толщиной 152 мм. За кормовой рубкой поперек верхней палубы установлен защитный траверз из 16-мм стальных листов.
Энергетическая установка состояла из трех паровых трёхцилиндровых машин тройного расширения суммарной мощностью 11 610 л. с. в расчёте на скорость хода 20 узлов. Каждая машина имела свой холодильник, через который циркуляционным насосом прокачивалась забортная вода. Крейсер оснащён тремя трехлопастными бронзовыми винтами диаметром 4,09 м. Правый и средний винты вращались влево, левый — вправо.
Паровые котлы системы Бельвиля размещались в трех котельных отделениях (по 8 котлов в носовом и кормовом, 6 в среднем). Над каждым из котельных отделений установлена дымовая труба диаметром 2,7 м и высотой 27,4 м (от колосниковых решеток).
Корабельные цистерны вмещали 332 тонны пресной воды для котлов и 135 тонн для бытовых нужд. Имелись две опреснительные установки системы Круга суммарной производительностью 60 тонн воды в сутки.
Уголь размещался в 24 угольных ямах, расположенных в два яруса между бортами у котельных отделений, а также в 8 запасных угольных ямах между броневой и батарейной палубами вдоль машинных отделений. Нормальный запас угля 810 тонн, полный 1070 тонн.
Оснащен паровой динамо-машиной постоянного тока мощностью 336 кВт, вырабатывавшей ток напряжением 105 В.
Электрический рулевой привод фирмы «Унион». Электрический привод руля дублировался паровым и ручным. Посты рулевого управления находились в ходовой и боевой рубках, центральном боевом посту, на кормовом мостике и в румпельном отделении.
Оснащен якорями системы Мартина. Шлюпочное вооружение включает в себя два паровых катера, один 18-весельный и один 16-весельный баркас, один 14-весельный и один 12-весельный гребной катер, два 6-весельных вельбота и два 6-весельных яла.
Жилые помещения рассчитаны на 570 человек экипажа и штаба флагмана соединения.
Несмотря на передовой уровень замысла крейсеров типа «Диана», они считались самыми ненадежными и малопригодными к боевому использованию крейсерами 1-го ранга. Причиной тому был ряд серьёзных ошибок, допущенных на этапах проектирования и строительства.

## Вооружение
Артиллерийское вооружение крейсера состояло из восьми 152-мм орудий системы Канэ с длиной ствола 45 калибров, двадцати 75-мм орудий системы Канэ с длиной ствола 50 калибров, восьми одноствольных 37-мм орудий Гочкиса (на боевом марсе и мостиках) и двух десантных 63,5-мм пушек системы Барановского.
Скорострельность 152-мм орудий составляла 5 выстрелов в минуту при механизированной подаче и 2 выстрела при ручной подаче. Скорострельность 75-мм орудий составляла, соответственно, 10 и 4 выстрела в минуту.
Боезапас 152-мм орудий составлял 1414 выстрелов (бронебойные, фугасные и сегментные снаряды и пороховой заряд в гильзах). Боезапас к 75-мм орудиям составлял 6249 выстрелов (унитарные патроны с бронебойным снарядом). Боезапас 37-мм пушек составлял 3600 патронов, а пушек Барановского — 1440 патронов.
Системы управления артиллерийским огнём изготовлены на Петербургском электромеханическом заводе «Н. К. Гейслер и К°».
Крейсер вооружён тремя торпедными аппаратами: один надводный (в форштевне) и два подводных (бортовых) с общим боезапасом восемь 381-мм самодвижущихся мин Уайтхеда образца 1898 года. Тридцать пять сферических якорных мин заграждения.
В 1907—1909 годах количество 152-мм орудий на крейсере доведено до десяти.
В 1912—1914 годах, во время капитального ремонта, установлены десять 130/55 орудий образца 1913 года с соответствующей переделкой артпогребов и механизмов подачи.

## Служба на флоте

### Императорский флот
17 октября 1902 года крейсер «Диана» вышел из Кронштадта на Дальний Восток в составе эскадры под командованием контр-адмирала Э. А. Штакельберга.
8 апреля 1903 года крейсер прибыл в Нагасаки и поступил в распоряжение российского посланника в Корее А. И. Павлова.
24 апреля 1903 года прибыл в Порт-Артур, через несколько дней ушёл в Чемульпо, чтобы доставить туда Павлова.
Май 1903 — Участвовал в учебных плаваниях эскадры.
1 июня 1903 — Выведен в вооружённый резерв.
Сентябрь 1903 — Участвовал в маневрах эскадры.
1 ноября 1903 — Выведен в вооружённый резерв.
В ночь с 26 на 27 января 1904 года находился на дежурстве на внешнем рейде Порт-Артура.
28 июля 1904 года участвовал в бою в Жёлтом море, где крейсер хоть действовал и не в отряде главных сил, но тем не менее расстрелял по японцам 115 снарядов главного калибра и 74 75-мм снаряда. В ответ получил два попадания японскими снарядами, один под ватерлинию. Погибли 1 офицер и 8 нижних чинов, ранены 17 человек. После нарушения строя русской эскадры командир «Дианы» принял решение идти на прорыв с отрядом крейсеров и это ему удалось, но ночью из-за пробоины отстал от остальных кораблей и ушёл в Сайгон, где 11 августа был интернирован местными властями до 11 октября 1905 года. Несколько офицеров во главе с старшим офицером корабля В. И. Семёновым вернулись в Россию и приняли участие в походе 2-й Тихоокеанской эскадры и в Цусимском сражении. При стоянке в Сайгоне в экипаже крейсера скончались 1 военный чиновник и 7 нижних чинов, все они захоронены на местном кладбище, в 1985 году над могилой им поставлен памятник.
После подписания мирного договора с Японией 1 ноября 1905 года «Диана» покинула Сайгон и 8 января 1906 года прибыла в Либаву.
В 1906 году крейсер прошёл капитальный ремонт корпуса и механизмов с заменой водогрейных трубок в котлах на Балтийском судостроительном заводе, после чего вошёл в состав Учебно-артиллерийского отряда Балтийского флота.
С 9 октября по 16 декабря 1907 года состоял в Гвардейском экипаже.
В 1912—1914 году прошёл капитальный ремонт на Балтийском судостроительном заводе. В ходе ремонта установлены новые котлы, перебраны главные механизмы, заменены артиллерийские орудия главного калибра.
С осени 1914 года в составе 2-й бригады крейсеров Балтийского моря участвовал в операциях на коммуникациях противника, нёс дозорную службу, прикрывал действия легких сил Балтийского флота.
В 1916 году участвовал в обороне Рижского залива.
16 июня отряд в составе «Громобоя», «Дианы» и пяти эсминцев получил задачу затруднить транспортное сообщение противника в Норчепингской бухте. В 2 ч 30 мин ночи отряд столкнулся с 8 миноносцами противника. После второго залпа русских крейсеров один из германских миноносцев выпустил в сторону русских кораблей две торпеды: одна пересекла их кильватерный строй между «Громобоем» и «Дианой», другая пошла прямо в корму «Дианы», что вынудило крейсер уклониться. После третьего залпа головной миноносец противника повернул вправо на 8 румбов и начал прикрывать дымовой завесой следующие за ним корабли. После четвёртого залпа в надстройках второго миноносца заметили крупную вспышку то ли от взрыва, то ли от пожара, после чего германские корабли быстро скрылись за дымовой завесой. За время боя «Громобой» израсходовал 37 203-мм и 113 152-мм снарядов, а «Диана» — 103 130-мм.

### Советский флот
Экипаж крейсера участвовал в Февральской революции.
3 марта 1917 года на «Диане», как и на других кораблях, начались расправы над офицерами: матросы убили старшего офицера крейсера капитана 2-го ранга Б. Н. Рыбкина и тяжело ранили старшего штурмана лейтенанта П. П. Любимова.
С 30 сентября по 6 октября 1917 года участвовал в Моонзундской операции.
7 ноября 1917 года вошёл в состав Красного Балтийского флота.
С 4 по 9 января 1918 года совершил переход из Гельсингфорса в Кронштадт.
С мая 1918 года по 9 ноября 1922 года находился в Кронштадтском военном порту на долговременном хранении. 130-мм орудия крейсера были сняты и отправлены в Астрахань для установки на вспомогательных крейсерах Астрахано-Каспийской военной флотилии.
1 июля 1922 года продан совместному советско-германскому акционерному обществу «Деруметалл» как металлолом. Осенью 1922 года был отбуксирован в Германию для разборки. 21 ноября 1925 года исключен из состава ВМС РККА.

## Командиры крейсера
- хх.хх.1897 — 26.01.1898[2] — капитан 1-го ранга Е. Е. Шарон
- 26.01.1898[2] — 22.03.1899 — капитан 1-го ранга М. Г. Невинский
- 22.03.1899 — 06.12.1899 — капитан 1-го ранга К. Б. Михеев
- 06.12.1899 — 05.01.1904[3] — капитан 1-го ранга В. К. Залесский
- 05.01.1904 — 11.05.1904 — капитан 1-го ранга Н. М. Иванов 2-й
- 08.06.1904 — 23.01.1906 — капитан 2-го ранга светлейший князь А. А. Ливен
- 23.01.1906 — 15.10.1907 — капитан 1-го ранга П. В. Колюпанов
- 15.10.1907 — 17.12.1907 — капитан 1-го ранга А. К. Гирс
- 17.12.1907 — 10.08.1909 — капитан 1-го ранга И. В. Студницкий
- хх.хх.1909 — хх.хх.1911 — капитан 1-го ранга Ф. А. Вяткин
- 09.09.1911 — 08.06.1915 — капитан 1-го ранга В. В. Шельтинг 1-й
- 29.06.1915 — 19.05.1917 — капитан 2-го ранга (с 06.12.1915 капитан 1-го ранга) М. В. Иванов 7-й
- хх.05.1917 — хх.хх.1918 — П. П. Феодосьев
- 1918 — А. А. Остроградский.

## Офицеры крейсера во время обороны Порт-Артура
- Командир
  - Капитан 1-го ранга В. К. Залесский
  - Капитан 1-го ранга Н. М. Иванов 2-й (15.02-11.05.1904)
  - Капитан 2-го ранга светлейший князь А. А. Ливен (врид с 11.05.1904)
- Старший офицер
  - Капитан 2-го ранга А. И. Берлинский 1-й
  - Лейтенант (с 28.03.1904 капитан 2-го ранга) В. И. Семенов (с 01.03.1904)
- Ревизор
  - Мичман князь М. Б. Черкасский (врид)
- Старший минный офицер
  - Лейтенант С. В. Мяснов
- Старший артиллерийский офицер
  - Лейтенант Л. Л. Иванов 15-й
- Младший минный офицер
  - Мичман Б. Г. Кондратьев
  - Лейтенант Н. Н. Ромашев
- Младший артиллерийский офицер
  - Мичман барон В. Э. Унгерн фон Штернберг 2-й
- Старший штурманский офицер
  - Лейтенант П. П. Палецкий 1-й
- Младший штурманский офицер
  - Мичман Б. П. Дудоров (до 10.04.1904)
  - Мичман Г. Р. Шнакенбург
- Вахтенные начальники
  - Мичман граф А. Г. Кейзерлинг 2-й
  - Мичман П. П. Савич
  - Мичман А. М. Щастный (с 15.04-28.08.1904)
- Вахтенные офицеры
  - Мичман А. П. Максимов 8-й (до 18.02.1904)
  - Мичман Б. Г. Кондратьев (до 28.08.1904)
- Старший судовой механик
  - Старший инженер-механик Н. А. Иванцов
- Трюмный механик
  - Младший инженер-механик В. А. Санников
  - Младший инженер-механик Ф. К. Коростелев (до 14.07.1904)
- Младший судовой механик
  - Младший инженер-механик П. А. Морозов
  - Младший инженер-механик К. И. Бобров
- Старший судовой врач
  - Коллежский советник А. М. Васильев
- Младший судовой врач
  - Титулярный советник Н. А. Штром
- Судовой священник
  - Иеромонах о. Гавриил

## Известные люди, служившие на крейсере
- Железняков, Анатолий Григорьевич

Литература
- Новиков В., Сергеев А. Богини Российского флота. "Аврора", "Диана", "Паллада". — М.: Коллекция, Яуза, Эксмо, 2009.
- Ливен А. А. Донесение командира крейсера 1 ранга «Диана» о бое 28 июля и о походе до Сайгона. — СПб, 1907. — 70 с.